# S/S Princess Sophia

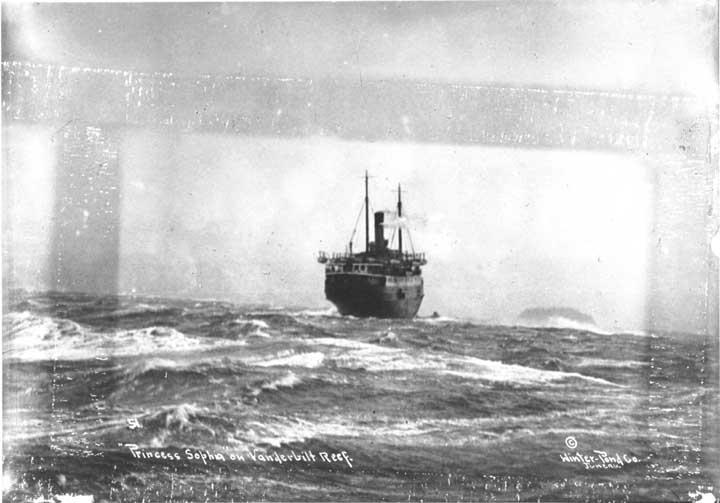
S/S Princess Sophia på Vanderbilt Reef den 24 oktober 1918

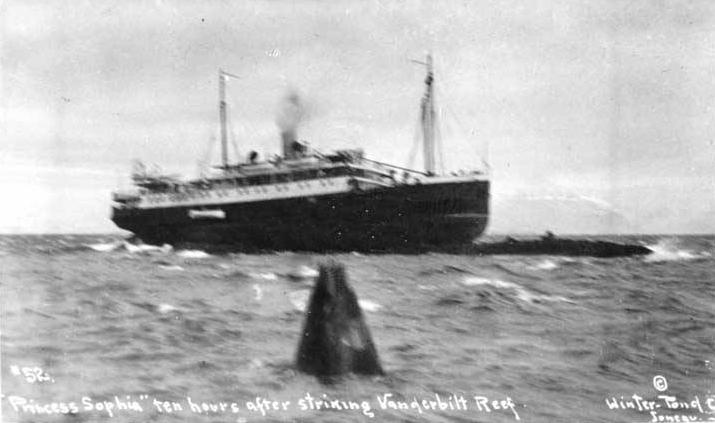
S/S Princess Sophia på Vanderbilt Reef den 24 oktober 1918

S/S Princess Sophia var ett fartyg som sjönk i oktober 1918.
S/S Princess Sophia byggdes i Skottland för Canadian Pacific Railway för att trafikera Kanadas västkust mellan Victoria/Vancouver och hamnar i norra British Columbia och Alaska. Hon försattes i trafik 1912 och förolyckades 1918.
Under en storm den 24 oktober 1918 gick hon i hög fart på grund under natten på Vanderbilt Reef i Lynn Canal, en fjord i Alaska. Det fanns andra fartyg i närheten, men de kunde i det dåliga vädret och den svåra sjögången inte hjälpa till. Fartyget låg, till synes stadigt, mot klipporna under 40 timmar, men sjönk kommande natt i en uppblossande storm. Hela besättningen på 73 personer och alla 269 passagerarna förolyckades.

### Fotnoter
1. ↑  Marc Montgomery (25 oktober 2016). ”History: Oct 24, 1918 – The SS Princess Sophia disaster” (på engelska). Radio Canada. http://www.rcinet.ca/en/2016/10/25/history-oct-24-1918-the-ss-princess-sophia-disaster/. Läst 25 december 2017.